# Pardosa saltans
Espèce
Pardosa saltans, la Pardose forestière est une espèce d'araignées aranéomorphes de la famille des Lycosidae.

## Distribution
Cette espèce se rencontre en Europe et en Turquie.

## Habitat
Elle se rencontre dans les zones boisées.
Elle est commune en litière de forêt.

## Description
Le mâle holotype mesure 4,7 mm et la femelle paratype 5,7 mm.
Les mâles mesurent de 4,6 à 6,0 mm et les femelles de 5,5 à 8,0 mm

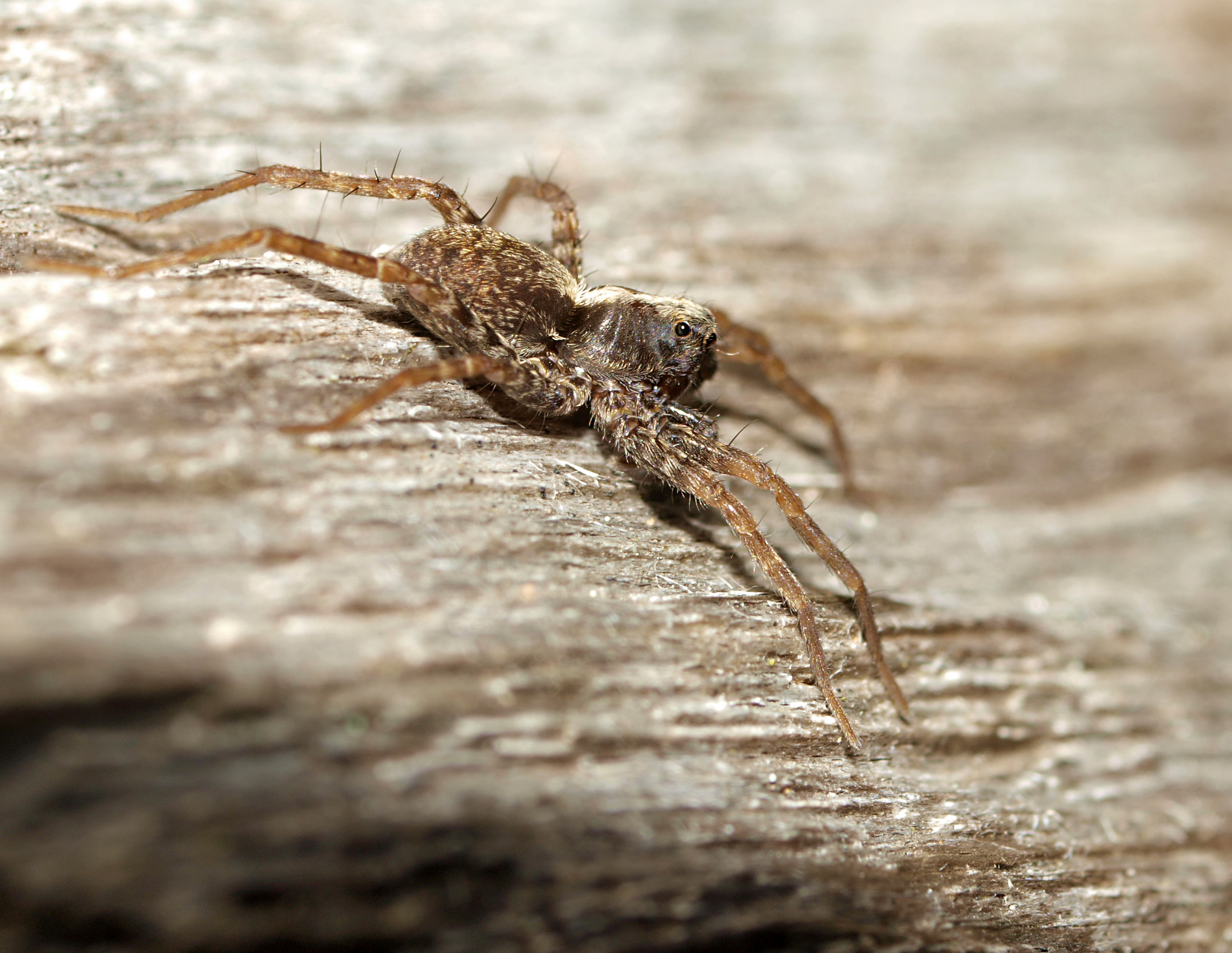
Pardosa saltans ♂

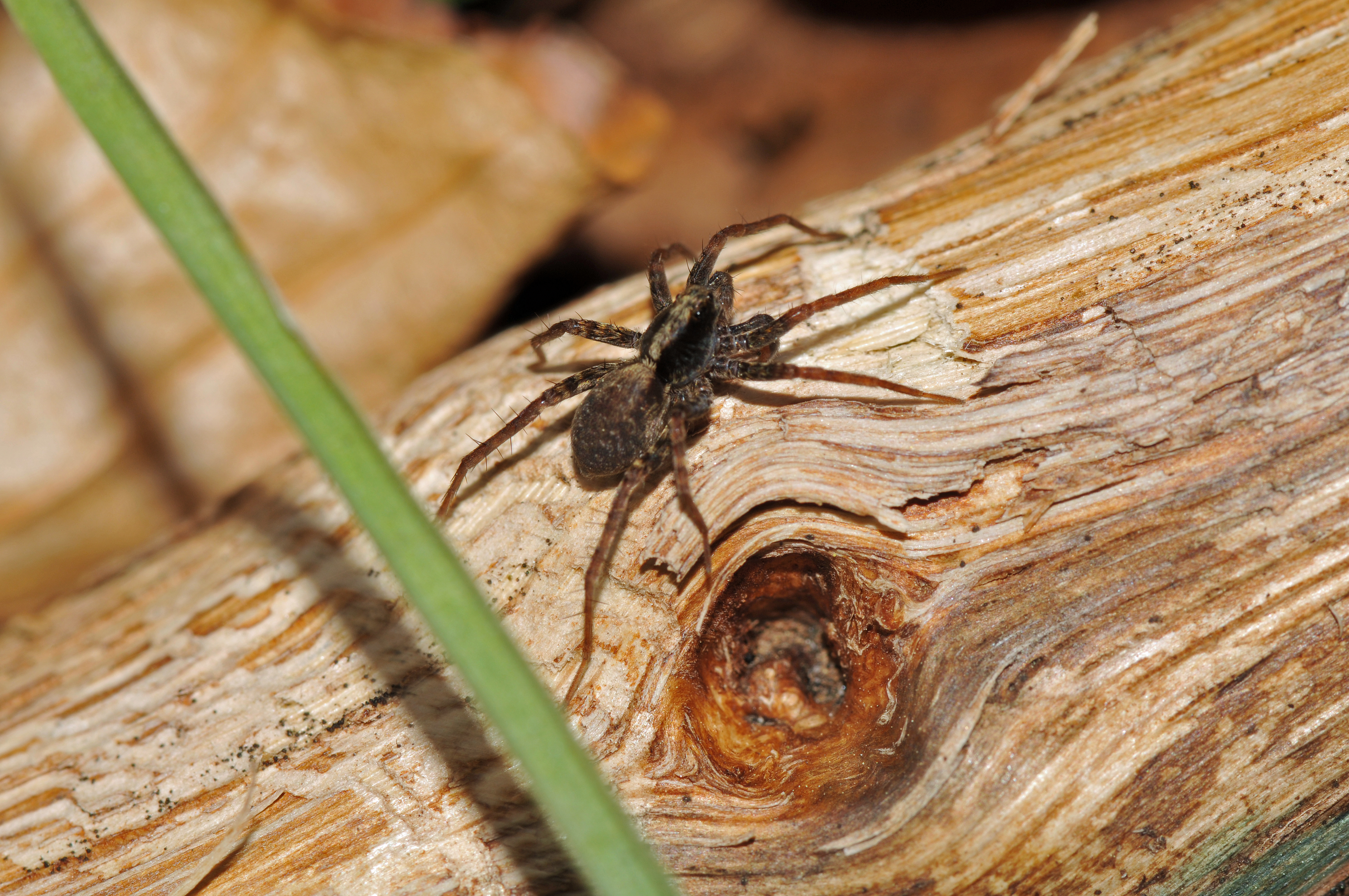
Pardosa saltans ♀

Les yeux sont organisés sur trois rangées comme chez les autres araignées-loups. La couleur générale de la femelle et des jeunes est brunâtre, le mâle présente une large bande argentée médiane sur toute la longueur du céphalothorax et l'avant de l'abdomen.

## Éthologie
Cette araignée fait partie d'une des familles d'araignées diurnes, elles sont actives le matin et chassent le matin. Elles chassent des insectes ou des araignées qu’elles repèrent visuellement. Elles bondissent sur les proies dès qu’elles arrivent à leur portée. Si la victime potentielle est une araignée, l’attaquante la perçoit au premier contact, s’écarte vivement, les pattes antérieures soulevées.

## Systématique et taxinomie
Cette espèce a été décrite par Töpfer-Hofmann en 2000.
L'espèce a été confondue jusqu'à sa description en 2000 avec Pardosa lugubris.

## Publication originale
- Töpfer-Hofmann, Cordes & Helversen, 2000 : « Cryptic species and behavioural isolation in the Pardosa lugubris group (Araneae, Lycosidae), with description of two new species. » Bulletin of the British Arachnological Society, vol. 11, no 7, p. 257-274.